# Microscopul (constelație)
Microscopul (in limba latină Microscopium) este o mică constelație din emisfera sudică.

## Obiecte cerești
Coordonate:  21h 00m 00s, −36° 00′ 00″